# Enrico Patrizio
Pas d'image ? Cliquez ici

a Compétitions nationales et continentales officielles uniquement.

b Matchs officiels uniquement.
Dernière mise à jour le 3 novembre 2021.
Enrico Patrizio, né le 15 janvier 1985 à Camposampiero (Italie), est un joueur italien de rugby à XV. Enrico Patrizio joue en équipe d'Italie et évolue au poste de centre (1,82 m pour 92 kg).

## Biographie

### En club
- 2006-2010 : Petrarca Rugby Padoue  Italie
- 2010-2013 : Mogliano Rugby SSD  Italie

### En équipe nationale
Il a honoré sa première cape internationale en équipe d'Italie le 2 juin 2007 contre l'équipe d'Uruguay.

## Palmarès
- 4 sélection en équipe d'Italie
- Sélection pat année : 1 en 2007 et 3 en 2008
- Tournoi des Six Nations disputé : 2008.
- Équipe d'Italie -21 ans : participation au championnat du monde 2006 en France (2 matchs comme titulaire, 1 essai), Tournoi des Six Nations junior